# Casa térrea na Rua Frei Galvão
A Casa Térrea à Rua Frei Galvão nº 48 é uma antiga construção do século XIX da cidade de Guaratinguetá, no estado de São Paulo. Está localizada próximo ao Museu Frei Galvão, que está sediado em um casa na esquina das ruas Rua Frei Galvão nº 39 e nº 78.

## Tombamento
A edificação está tombada pelo Conselho de Defesa do Patrimônio Histórico - Condephaat por meio da Resolução de 23/10/1978; Número do Processo: 9895/69 e inscrição no Livro do Tombo nº 119, p.19, 02/07/1979.

## Histórico
O imóvel foi construído, entre 1863 e 1866, pelo capitão João Batista Rangel (1828-1915), filho do ajudante Francisco das Chagas Rangel, influente senhor de engenho e grande pecuarista.

## Arquitetura
Construída no alinhamento da calçada, térrea, apresenta porão apenas em sua parte posterior, com o aproveitamento do desnível do terreno. A técnica utilizada foi o pau a pique, com embasamento de pedra e taipa de pilão. Na elevação principal, a porta, de grandes dimensões e almofadada, localiza-se em uma de suas extremidades, sendo, o restante, ocupado por seis janelas de vergas retas, também almofadadas. Além da edificação, a casa possui uma biblioteca, escritório e móveis de época ainda preservados que fazem parte do seu acervo.